# Wheeling (Nyugat-Virginia)
Wheeling település az Amerikai Egyesült Államok Nyugat-Virginia államában, Ohio megyében, melynek megyeszékhelye is. Lakosainak száma 27 052 fő (2020. április 1.).

## Népesség
A település népességének változása:
| Lakosok száma | 28 486 | 27 375 | 27 052 |
|               | 2010   | 2016   | 2020   |